# María Cruz Sarvisé
María Cruz Sarvisé Laiglesia (Zaragoza, 3 de mayo de 1923-Huesca, 22 de agosto de 2023) fue una pintora y grabadora española. Desde 1996, era miembro de la Real Academia de Nobles y Bellas Artes de San Luis de Zaragoza, institución que le otorgó la Medalla de Oro en 2023.

## Trayectoria
Nació en Zaragoza pero vivió en Huesca. Estudió Bellas Artes en la Real Academia Catalana de Bellas Artes de San Jorge en Barcelona entre 1951 y 1955. Posteriormente, continuó su formación en Italia, Holanda, Francia y Alemania.
Sarvisé compaginó su creación artística con la docencia en centros escolares de Sabiñánigo y Huesca. Mucha de su obra fue creada por encargos, por lo que un número significativo se encuentra en colecciones privadas y familias. También realizó murales para las iglesias de Lárrede o la de Cristo Rey, en Sabiñánigo, que fueron donados por la pintora.
Asimismo, expuso su obra en exposiciones individuales y colectivas. La primera individual, en 1958, fue patrocinada por la Institución Fernando el Católico y el Instituto de Estudios Oscenses y la primera colectiva fue en el Círculo Oscense. Entre las más significativas, destacó su participación en la II Exposición de Artistas Altoaragoneses, patrocinada por el Instituto de Estudios Oscenses.
De su obra destacan sus retratos y grabados en los que la autora transmite emociones y espiritualidad, a través del uso del color y la dimensión de sus imágenes. La mayoría de sus retratos son en torno a figuras femeninas, siendo común en sus obras la aparición de animales domésticos.

## Reconocimientos
En 2023, la Real Academia de Nobles y Bellas Artes de San Luis de Zaragoza concedió a Sarvisé la Medalla de Oro, la distinción más importante de esta institución. La entrega del reconocimiento se enmarcó en la muestra “María Cruz Sarvisé. 100 años. Retratos”, que acogió la sala de exposiciones del Centro Ibercaja Huesca.